# Baracska nemzetség
(Baracska, Brucsa, Brugsa, Boroksa)

## Nevének eredete
A nemzetséget Anonymus a 10. században élt Bojta (Vajta) nevű kun (valójában besenyő) vezértől származtatja.
A Baracska nemzetség nevét azonban nem az őstől, hanem IV. István király (1133-1165) Broccha  nevű főuráról vette, aki a király udvarbírája volt.

## Története
A Nemzetség monostora Fejér megyében, Baracskán állt, és valószínűleg még 1212 előtt épült, a fennmaradt oklevelek adatai szerint.
1212-ben Baran fia Ipolit itteni Mindenszentek tiszteletére emelt saját egyházának (eccl-e sue, quam in pr-o nomine Boroksa construxit in honore…) adta baracskai birtokát, tartozékaival (föld, szolgálók, állatok) együtt, az oklevélben részletesen felsorolva azokat.
Ugyanezen egyháznak, illetve a monostor fejének (prelato eccl-e) adott még 4 szőlőt a Káloz völgyében, s földeket, illetve szolgákat Őren, Bodajk, Varjad, Igar, Kanizsa falukban, felesége pedig Cinca és Tölgye nevű birtokait, s a hozzá tartozó személyzetet: 4 kamarást és cselédséget, s végül még 3 ezüst serleget is ajándékozott (ciffos) 7 M súlyban.
Ez a nemzetségi monostor a tatárjárás alatt elpusztulhatott, mert nem szerepel többé.
1289 körül még Baracskai Pál fiai pereskednek Kartali Jaakkal és Berki Tamással.
1343-ban azonban Vajta és Baracska is már a Ják nemzetségbeli Sitkeieké.
1352-ben pedig Becsey Töttös szerzi meg egy részét, de a Szt. Miklós-i káptalan is jogot tartott rá.